# Martine Aubry
Martine Aubry, nascuda Martine Delors, (París, 8 d'agost de 1950) és una política francesa. Actualment té el càrrec de batllessa de Lilla i entre el 2008 i el 2012 fou la primera secretària del Partit Socialista francès.
Va ser candidata a les primàries socialistes del 2011, que perdé a la segona volta contra François Hollande.

## Biografia
Martine Aubry nasqué el 1950 a París, filla del polític Jacques Delors, que fou president de la Comissió Europea entre 1985 i 1995, i de Marie Lephaille. Tenia un germà, el periodista Jean-Paul Delors, que va morir el 1982 quan tenia 29 anys. Fa servir el cognom del seu primer marit, Xavier Aubry, de qui està divorciada.
Va estudiar primer en una escola privada catòlica abans d'anar al liceu Notre-Dame-des-Oiseaux i després al liceu Paul-Valéry de París. Més endavant Martine Aubry obtingué una llicenciatura de Ciències Econòmiques a la Universitat París II Panthéon-Assas i es diplomà a l'Institut de Ciències Socials del Treball. També es va diplomar, el 1972, a l'Institut d'Estudis Polítics de la capital francesa.
Entrà a l'Escola Nacional d'Administració francesa (ENA) el 1973 i el 1975 en va sortir administradora civil al ministeri de Treball i d'Afers socials. Alhora militava a la Confederació Francesa De Treballadors (CFDT) i el 1978 ensenyava a l'ENA.
De 1981 a 1986, quan el Partit Socialista francès (PS) va guanyar les eleccions amb François Mitterrand, ocupà successivament diversos càrrecs al Ministeri del Treball. Posteriorment va treballar per al Consell d'Estat francès i durant dos anys a l'empresa privada.
Al nou mandat de Mitterrand, de 1991 a 1993, Aubry esdevingué Ministra del Treball, càrrec que tornà a ocupar entre 1997 i 2000, època en què llançà a França les 35 hores laborals per setmana i la cobertura sanitària universal (Couverture maladie universelle CMU), una prestació estatal que permetria als residents a França des d'almenys tres mesos de gaudir del servei de la sanitat pública.
D'ençà de 2001 és batllesa de Lilla, càrrec que comparteix entre l'abril de 2008 i l'abril del 2014 amb el de presidenta de la communauté urbaine de Lille.
Escollida en el Congrés de Reims el novembre de 2008, fins al setembre de 2012 fou primera secretària del PS.
Després de l'escàndol sexual protagonitzat a mitjan maig del 2011 pel president del Fons Monetari Internacional, Dominique Strauss-Kahn, era la persona més ben posicionada per assolir la candidatura del Partit Socialista a les Eleccions presidencials franceses de 2012. Finalment, perdé les primàries del partit i el candidat fou François Hollande, que guanyà les eleccions.